# 11637 Янцзячи
11637 Янцзячи (11637 Yangjiachi) — астероїд головного поясу, відкритий 24 грудня 1996 року.
Тіссеранів параметр щодо Юпітера — 3,280.
Названо на честь китайського інженера Ян Цзячи (кит.: 杨嘉墀).